# Brighton
Brighton (pronuncia: /ˈbraɪtən/) è una città situata sulla costa meridionale dell'Inghilterra nella contea dell'East Sussex. Insieme alla vicina città di Hove, costituisce l'autorità unitaria di Brighton & Hove.
L'antico insediamento di Brighthelmston risale a prima del Domesday Book (1086), ma emerse come città dal clima benefico durante il XVIII secolo, divenendo una destinazione dei viaggiatori dopo l'arrivo della ferrovia, nel 1841. Brighton sperimentò un rapido aumento della popolazione, raggiungendo un picco di circa 160 000 abitanti nel 1961. La Brighton moderna forma una parte di una conurbazione che si estende lungo la costa, con una popolazione di circa 480 000 abitanti.

## Geografia fisica
Brighton è una città per lo più pianeggiante e con una lunga costa.

## Storia

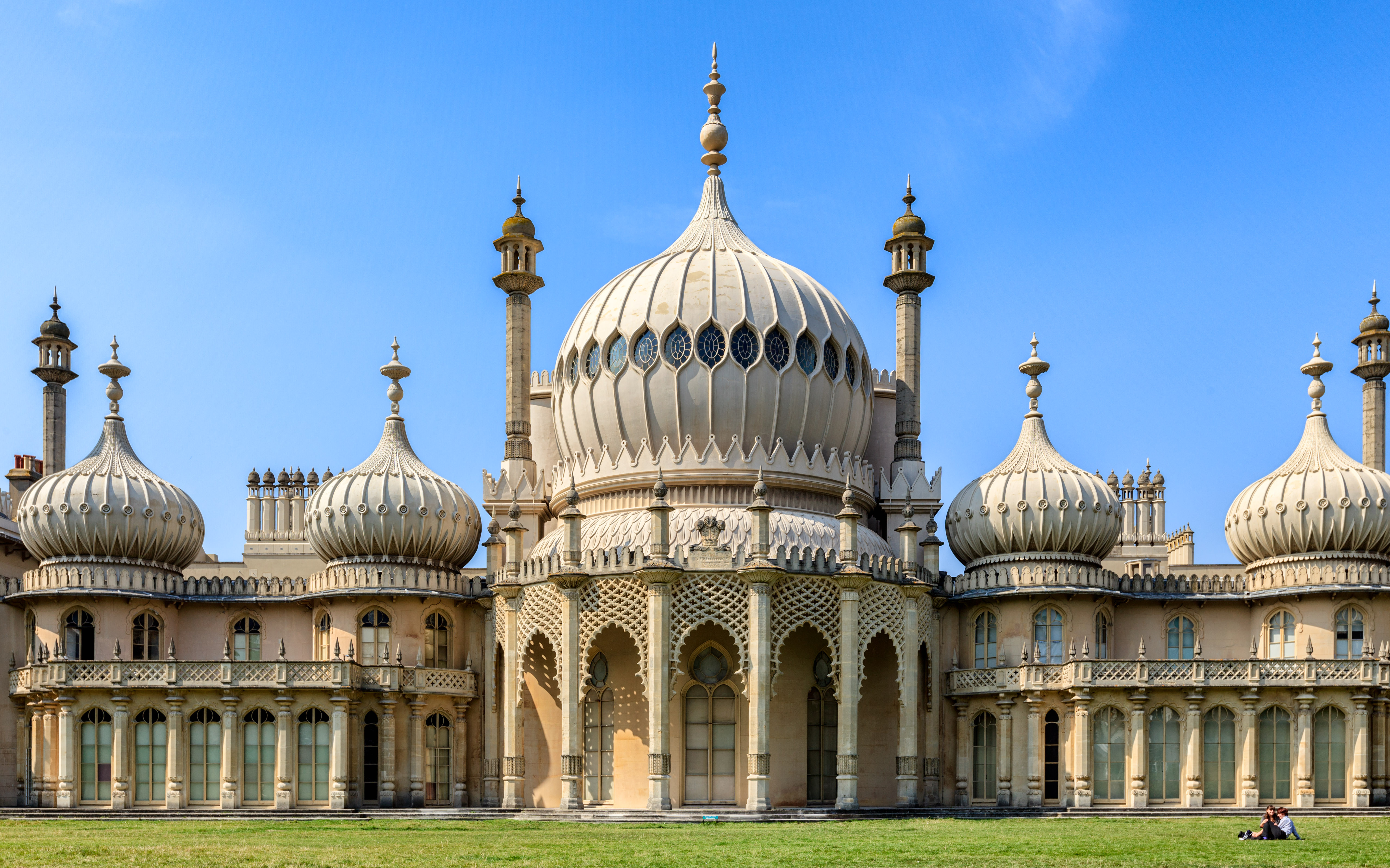
Il Royal Pavilion

Nella città sorge il famoso Royal Pavilion, costruito negli anni tra il 1787 ed il 1820 come residenza per il Principe del Galles, il futuro re Giorgio IV. Lo stravagante edificio in stile pseudo-orientale, acquistato dalla città di Brighton nel 1850, ospita oggi un museo e le vicine scuderie sono state convertite in una sala da concerti. La cittadina possiede, oltre al grande molo "Palace Pier" (costruito nel 1899), numerosi teatri e musei, un acquario, un ippodromo ed un grande porto turistico.
Vi era anche il molo West Pier, costruito nel 1866 e chiuso al pubblico nel 1975, ma è stato distrutto da un incendio nel 2003.
Nel 1896 a Brighton fu istituita la prima importante scuola del cinema inglese, la Scuola di Brighton.
La notte del 12 ottobre 1984 una bomba da 50 chilogrammi venne fatta detonare da un esponente dell'Esercito Repubblicano Irlandese (IRA) all'interno del Brighton Grand Hotel. Obiettivo dell'attentato era il Primo Ministro Britannico Margaret Thatcher, che quella sera pernottava all'interno dell'Hotel per la convention nazionale del suo partito, i conservatori. Il Primo Ministro uscì fortunatamente illeso dall'esplosione (che aveva però distrutto totalmente il bagno della sua stanza), ma l'ordigno uccise 5 persone appartenenti al Partito Conservatore.

## Cultura

### Vita notturna e musica popolare
Uno dei principali eventi musicali è, a intervalli irregolari, il "Big Beach Boutique", per cui una grande parte della spiaggia viene chiusa per un concerto di Fatboy Slim.

### Musica
L'opera rock Quadrophenia del gruppo The Who è stata anche ambientata a Brighton, poiché in questa località avvennero alcuni scontri tra le bande giovanili dei mods e rockers. Il protagonista dell'opera, Jimmy, era appunto un mod. 
Hanno avuto origine da questa città il gruppo indie rock Blood Red Shoes, il disc jockey Fatboy Slim, le band rock The Kooks, gli Architects, Bat for Lashes e The Go! Team. 
La band inglese Queen ha composto una canzone dal titolo "Brighton Rock".
La band statunitense Stray Cats ha composto una canzone dal titolo Rumble in Brighton. La città è citata in un noto brano del rapper italiano Fabri Fibra dal titolo "Speak English".

### Musei
- Brighton Toy Museum.

### Sport
La squadra di calcio della città è il Brighton & Hove Albion Football Club, che nella sua storia ha vinto una Community Shield nel 1910.

## Economia

### Turismo

Panorama del Brighton Pier

A livello turistico la città è una delle più ricettive in Gran Bretagna, apprezzata anche per i suoi numerosi parchi, le piazze e le case in stile Reggenza, oltre che per la grande e frequentata stazione balneare. Brighton è visitata da otto milioni di turisti all'anno grazie anche alla relativa vicinanza dalla capitale inglese, che dista solo un'ora di treno. Caratteristico è il suo lungomare con numerosi bar, ristoranti, nightclub e la Brighton Wheel (che è stata rimossa per fine contratto e mancato rinnovo, nel 2016).
Brighton conta due università e una scuola di medicina. L'attività economica è diversificata e comprende la produzione di apparecchiature elettriche e la lavorazione del metallo.
Brighton è considerata la capitale gay d'Inghilterra, infatti annualmente vi si svolge il pride.

## Infrastrutture e trasporti
Vari sono i punti di contatto della città con la storia dei trasporti, a partire dall'essere stata la città d'arrivo della prima competizione motoristica della storia britannica dopo gli oltre trent'anni in cui è stato in vigore il Locomotive Act con le note limitazioni di velocità per i veicoli: la Emancipation Run da Londra a Brighton del 1896.
Attualmente il trasporto pubblico locale attraverso autobus è gestito dalla "Brighton & Hove" con all'incirca 250 mezzi, mentre è in progetto anche un servizio di metropolitana. La città è collegata alla rete ferroviaria attraverso la stazione ferroviaria Brighton Station da cui partono frequenti treni verso Londra, raggiunta dopo 82 km.
Dal punto di vista storico Brighton possiede Volk's Electric Railway il più antico treno elettrico della storia ancora in funzione nel mondo, tuttora viene utilizzato come collegamento turistico essenziale per trasportare la gente dal Brighton Pier a Brighton Marina. I binari percorrono tutta la spiaggia per quasi 2 km.
È presente inoltre il più antico ascensore elettrico della storia ancora in funzione, esso si trova all'interno del Concorde 2, un noto locale di Brighton posto sul lungomare dove si esibiscono musicisti e gruppi di fama internazionale. Tale ascensore permette il collegamento dal locale posto al livello della spiaggia con la strada sovrastante alla scogliera con un dislivello di quasi 30 metri (infatti percorre in altezza la scogliera). Esso è stato costruito e tuttora conservato in perfetto Stile Vittoriano.
Casualmente esso si trova a metà percorso della Volk's Electric Railway.
Attualmente l'ascensore non è accessibile ai visitatori a causa di alcuni atti vandalici. Da agosto 2016 è in funzione la "British Airway i360" la torre di osservazione mobile attualmente più alta al mondo (162 metri).

## Galleria d'immagini

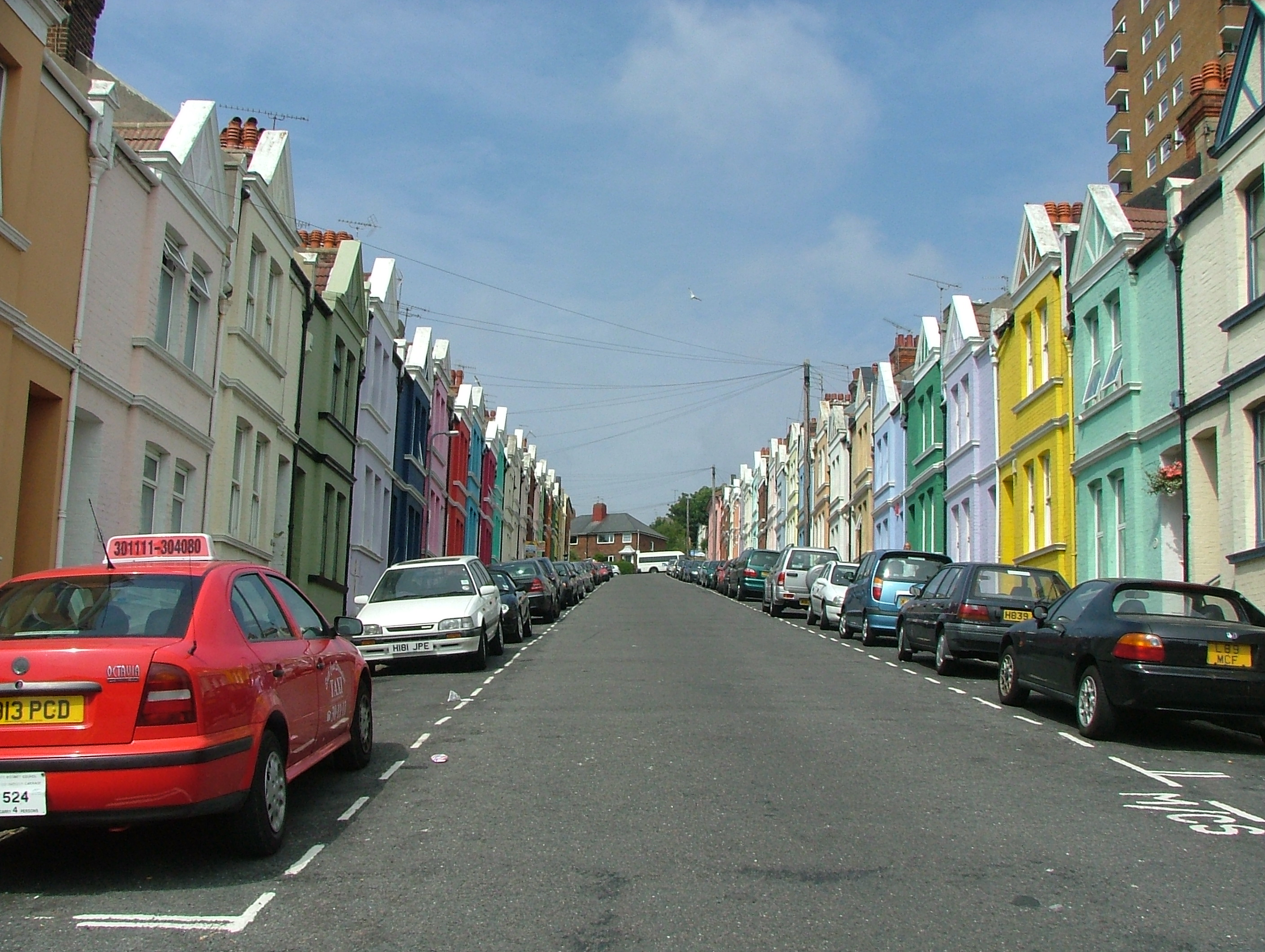
Blaker Street
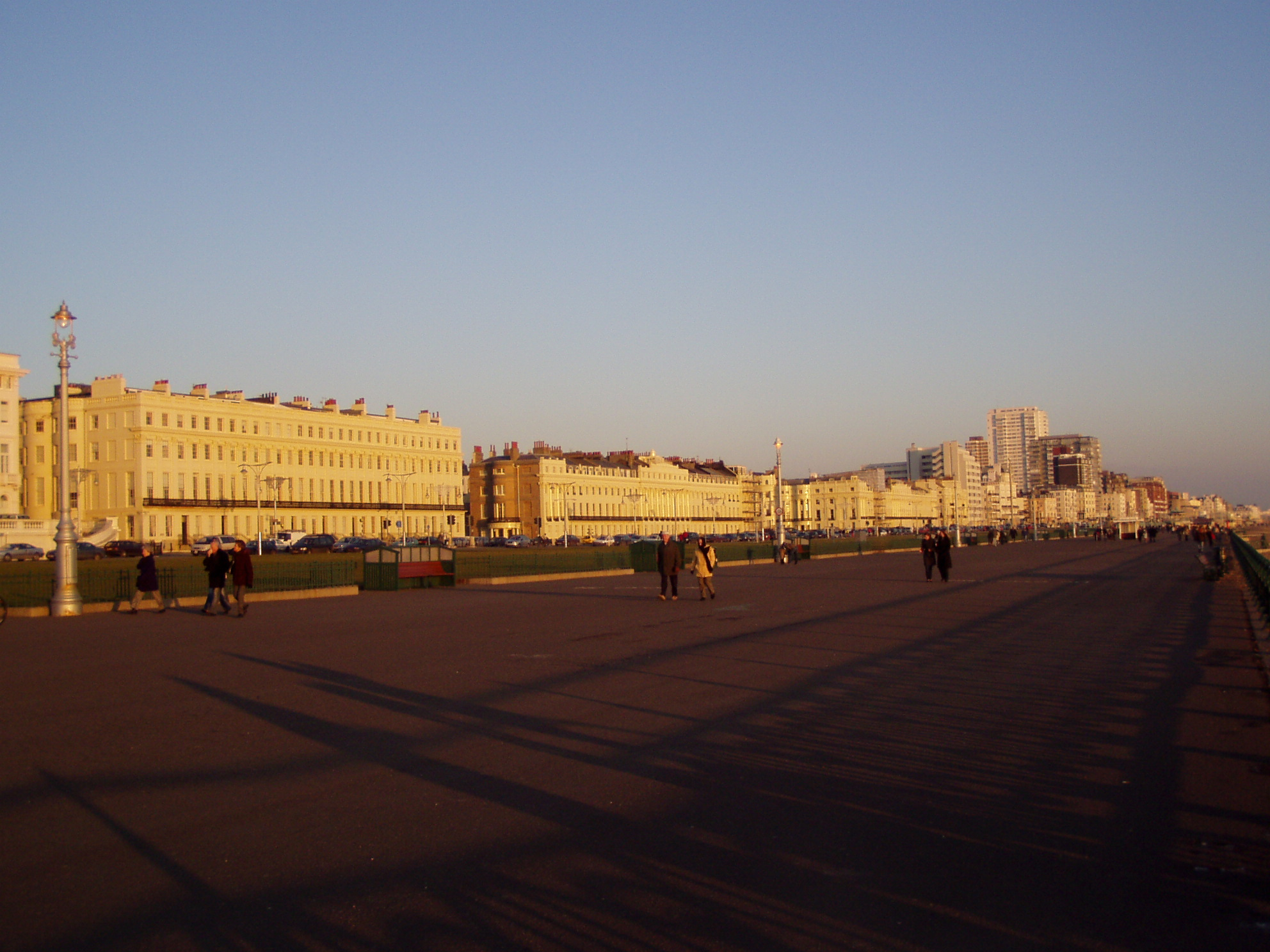
La passeggiata mare nei pressi di Palmeira Square
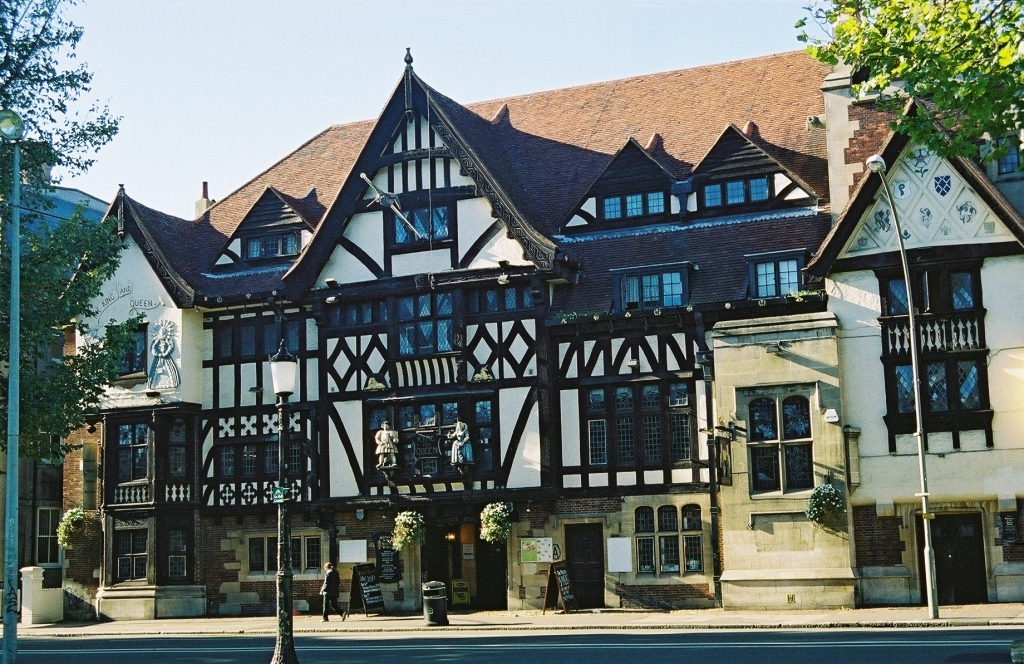
The King and Queen Pub
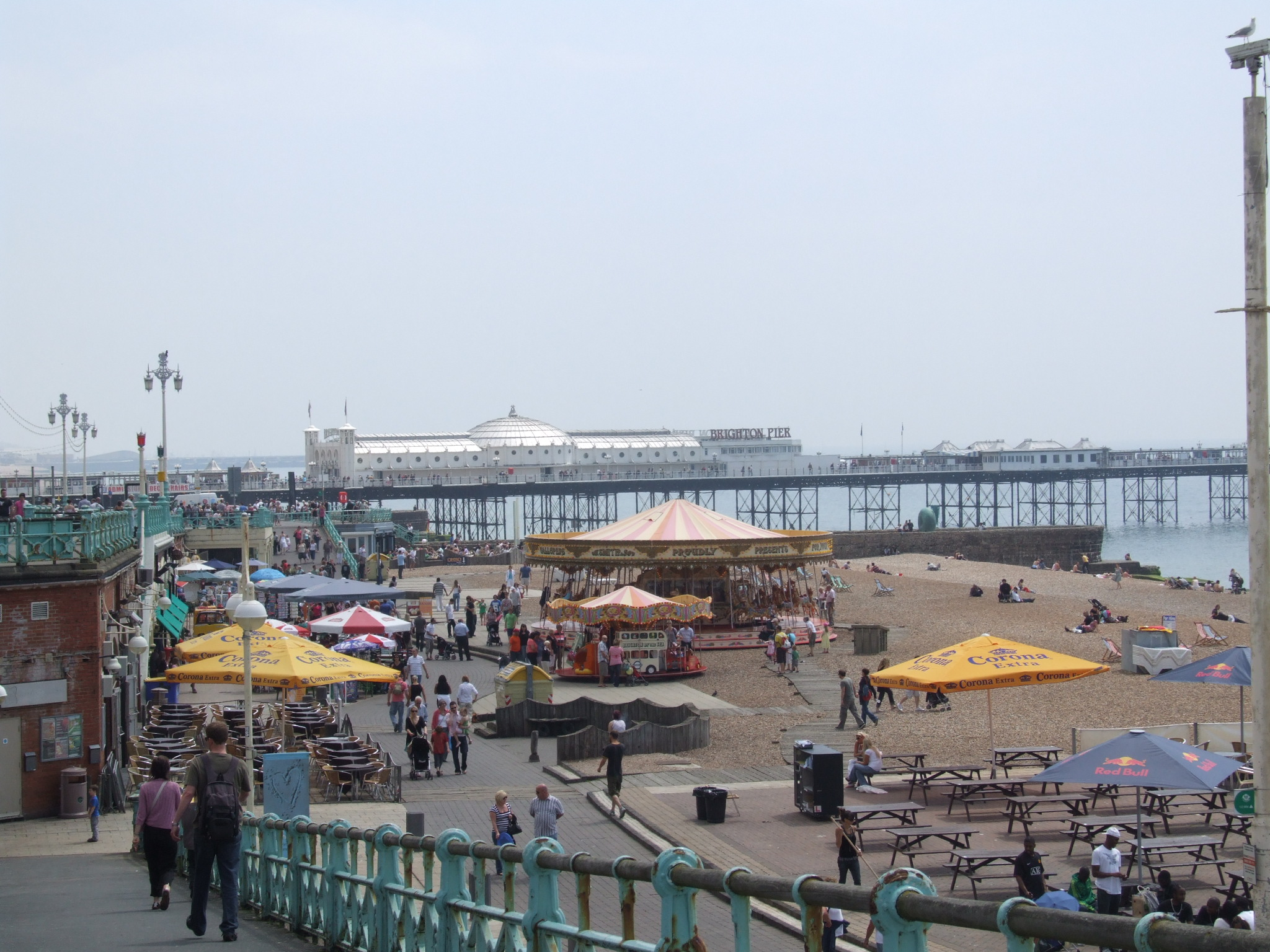
La spiaggia ed il Palace Pier
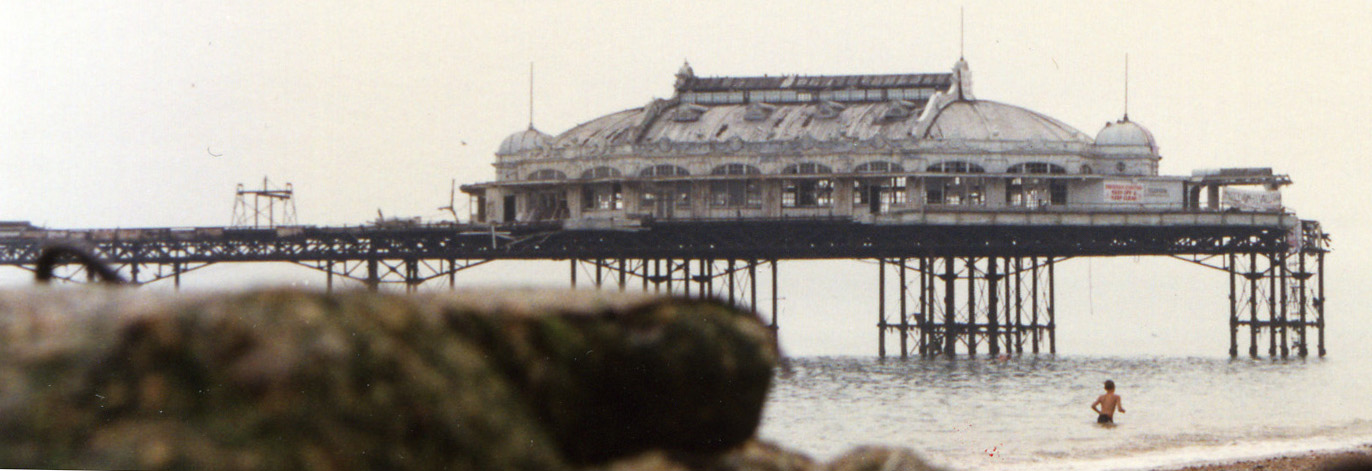
Il West Pier prima dell'incendio
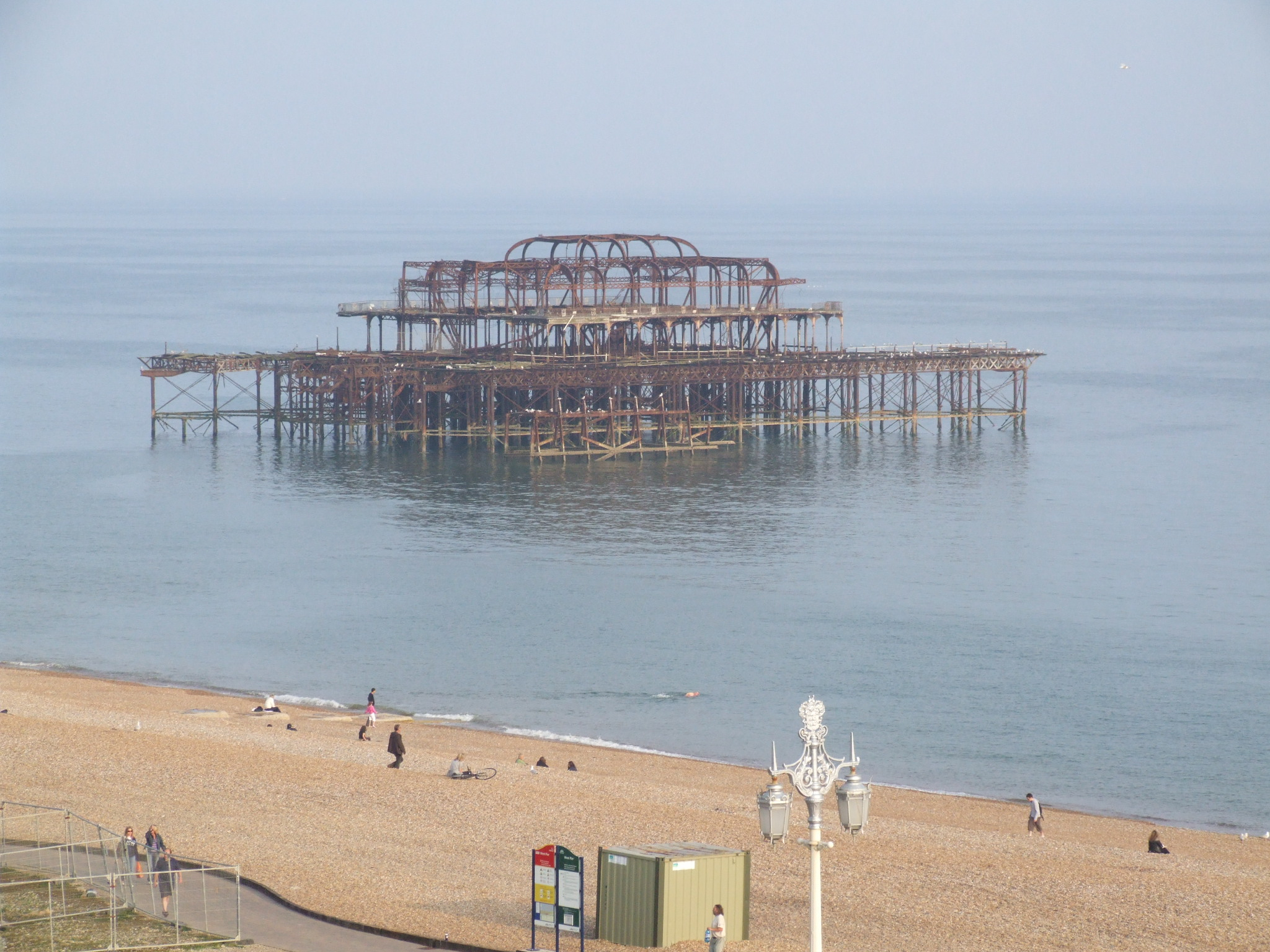
Il West Pier oggi
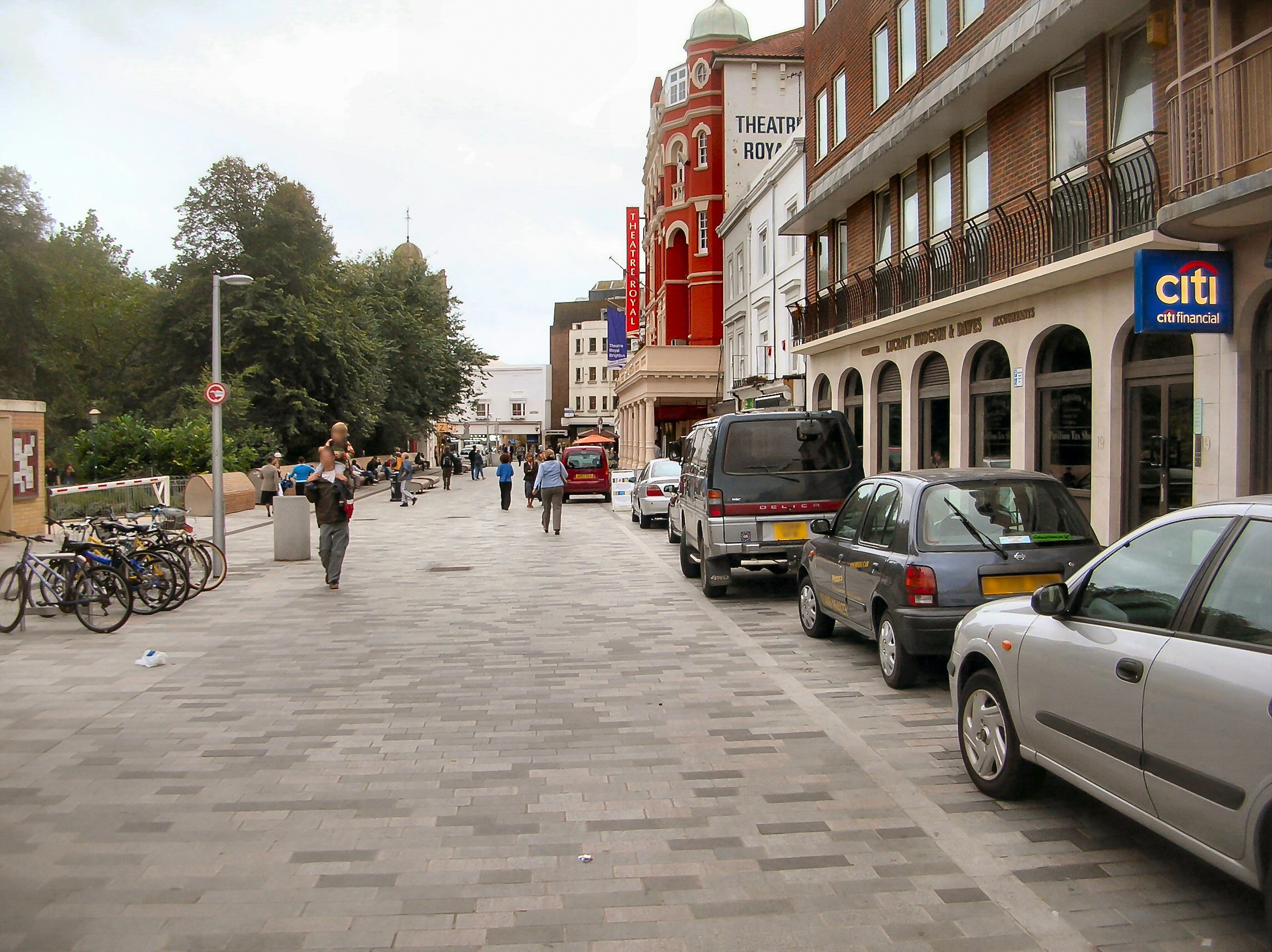
New Road
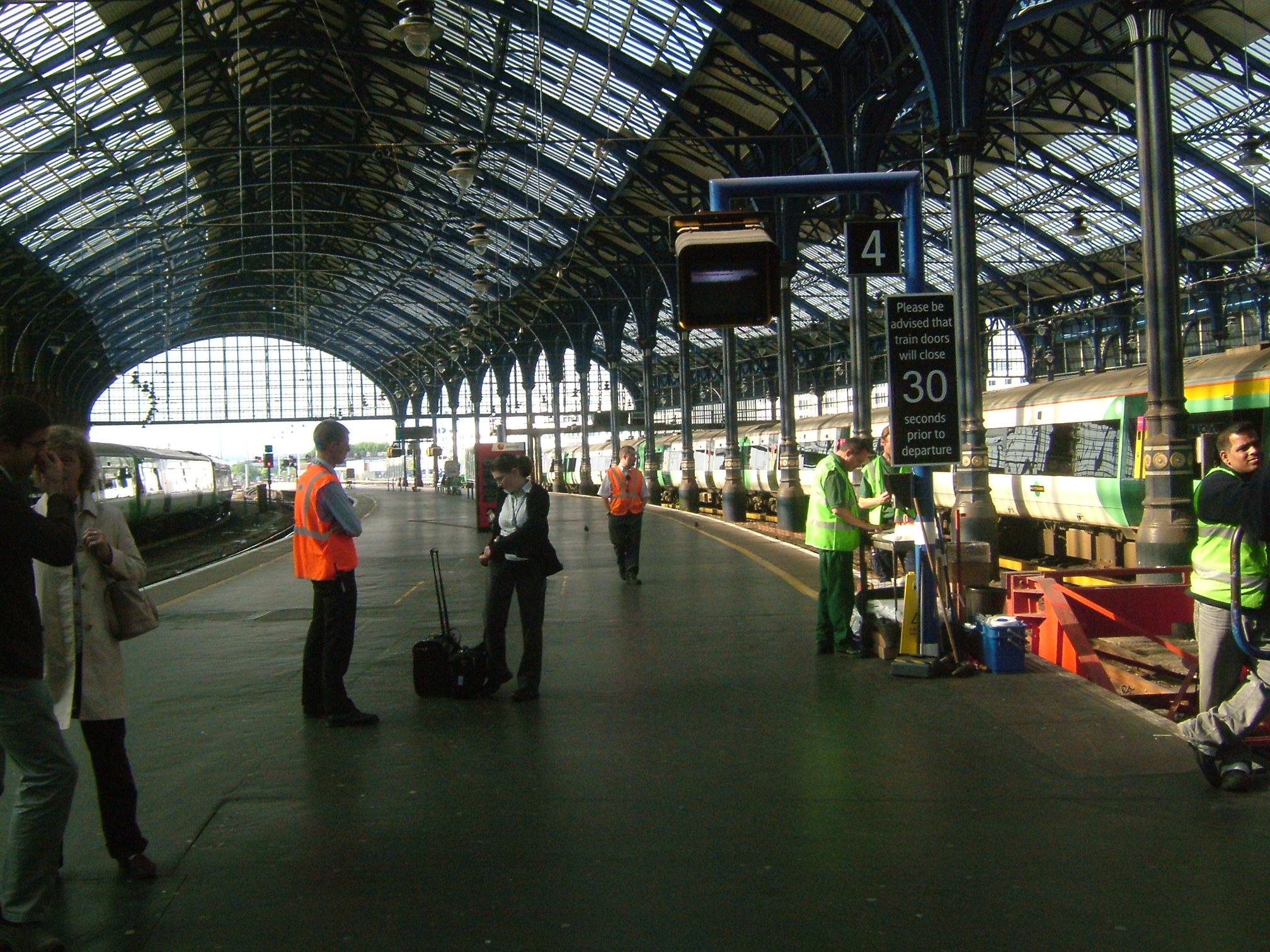
La stazione ferroviaria
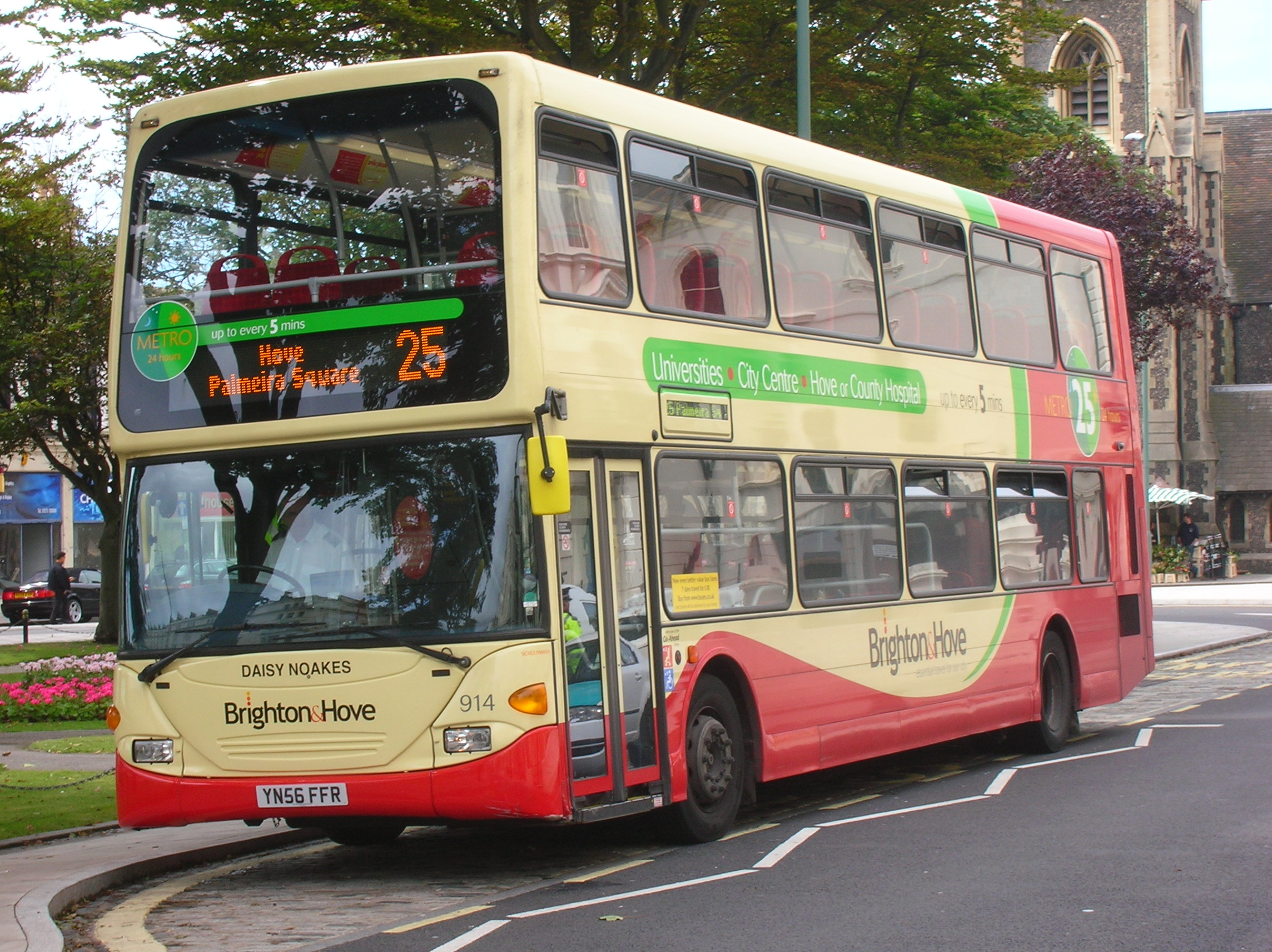
Bus della città
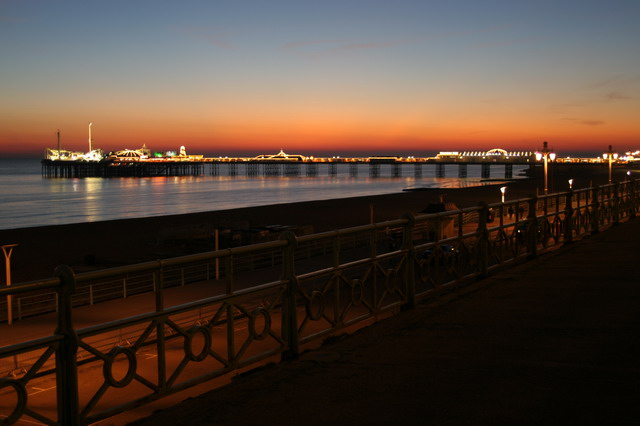
Il palace Pier al tramonto
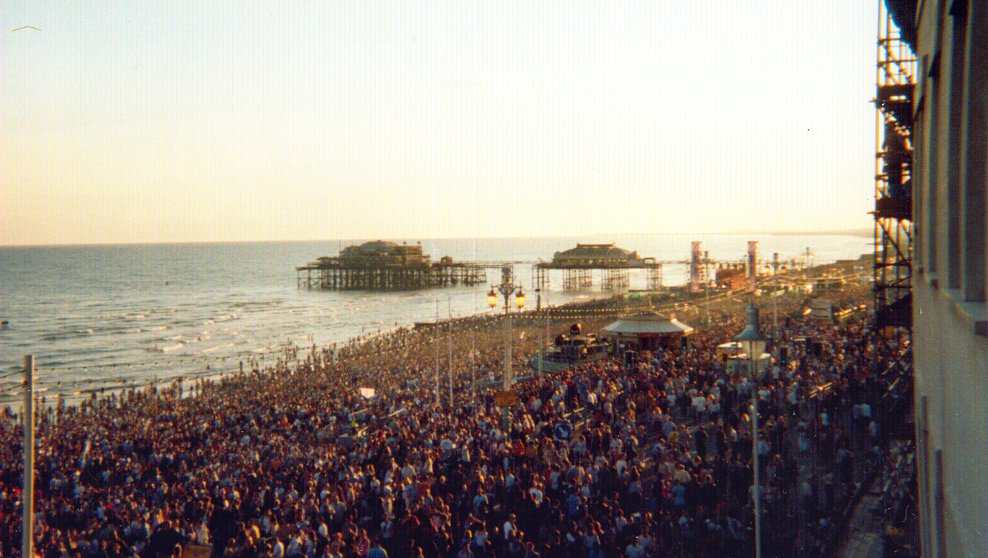
Il Big Beach Boutique a Brighton (2002), sullo sfondo il West Pier ora distrutto
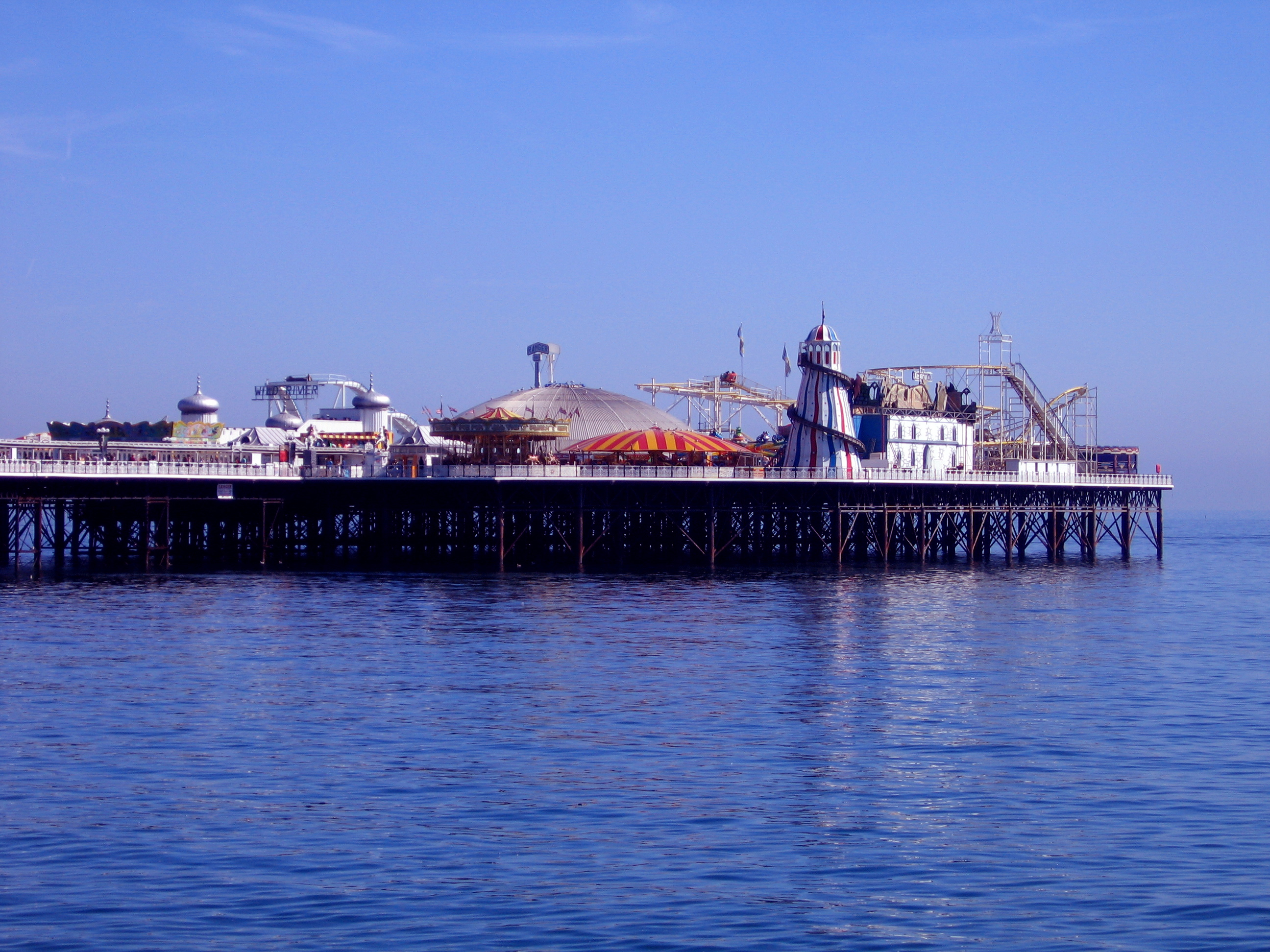
Il Luna Park del Palace Pier
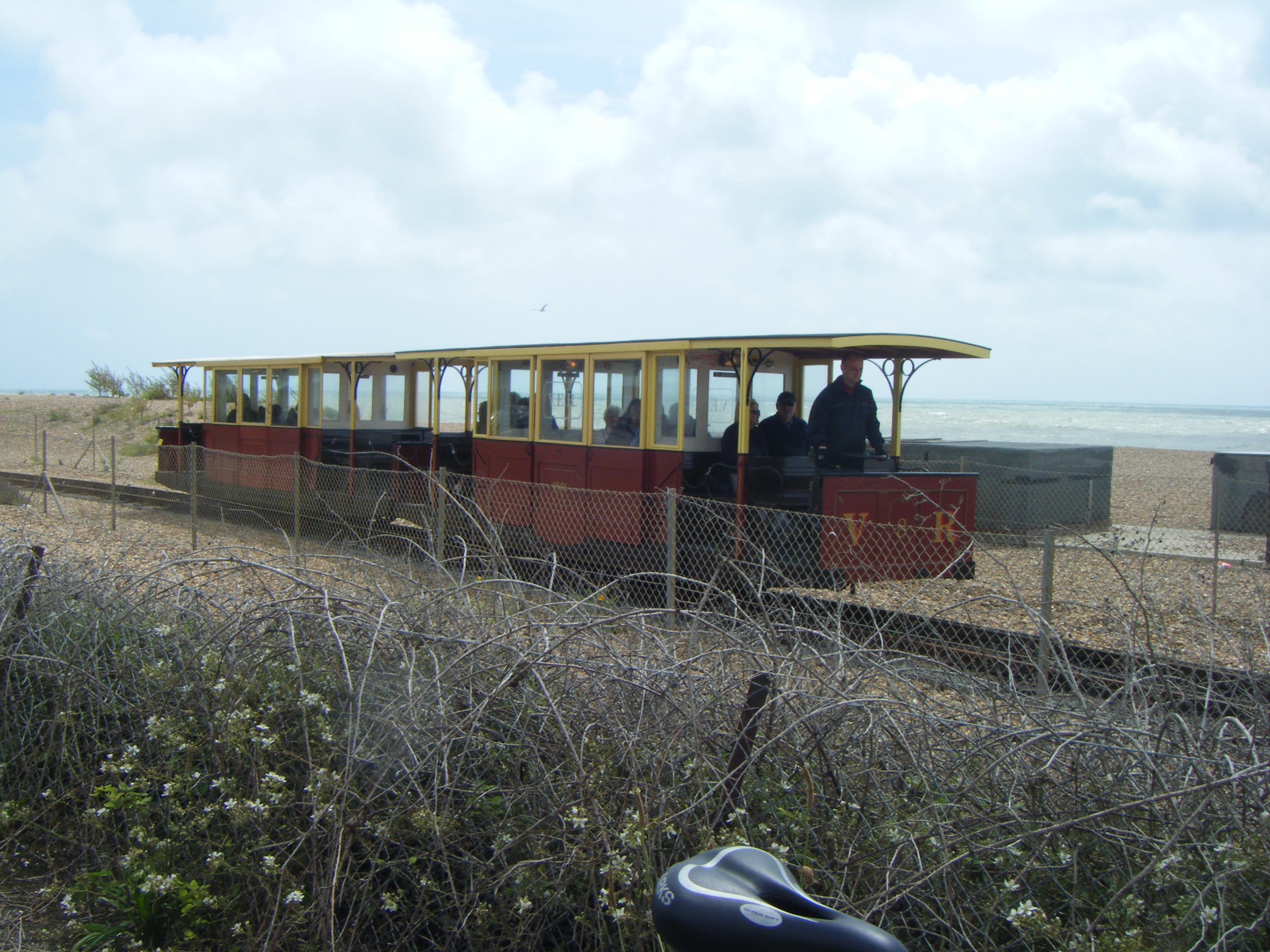
Trenino elettrico della Volk's Electric Railway
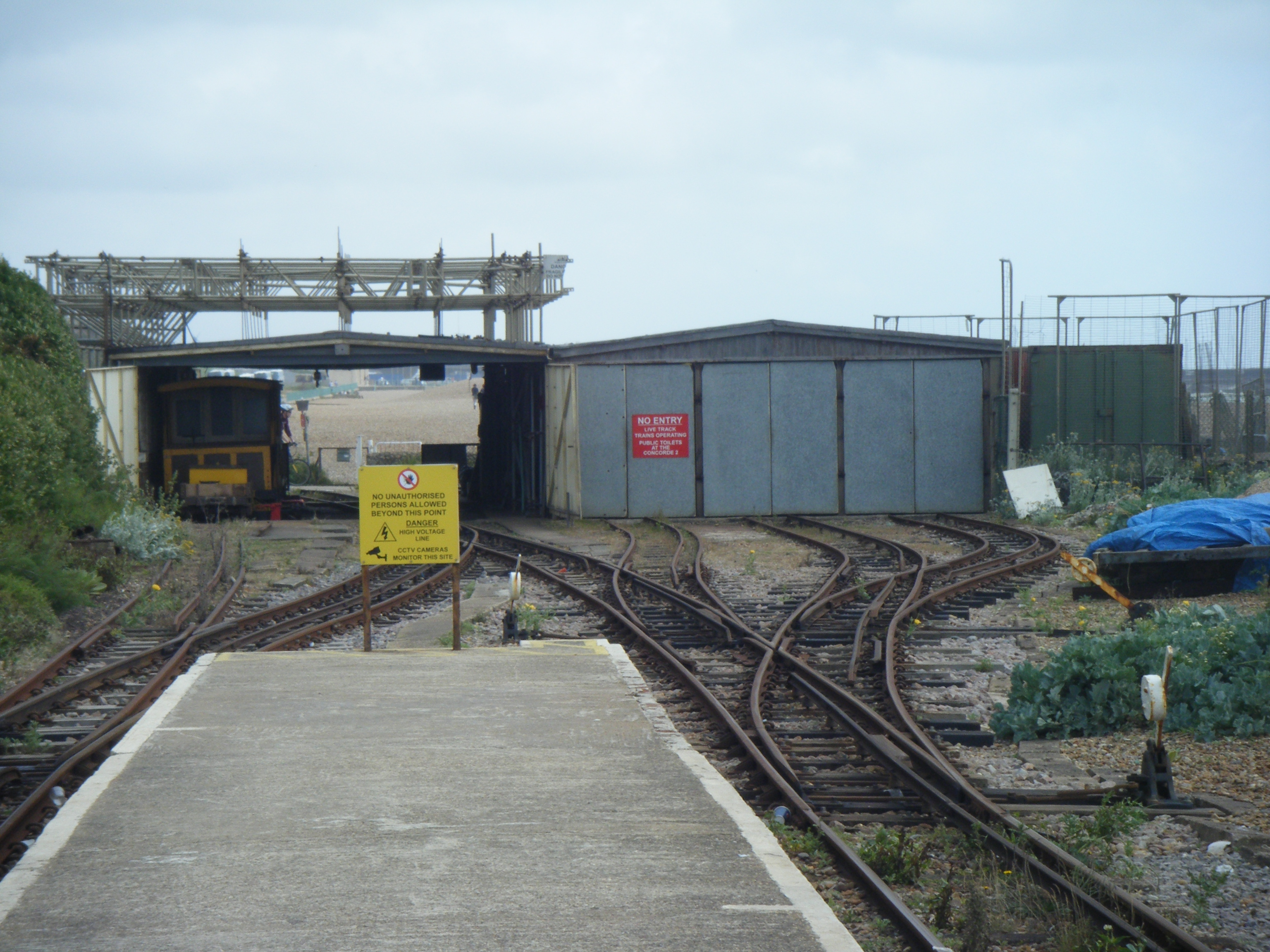
Stazione della Volk's Electric Railway
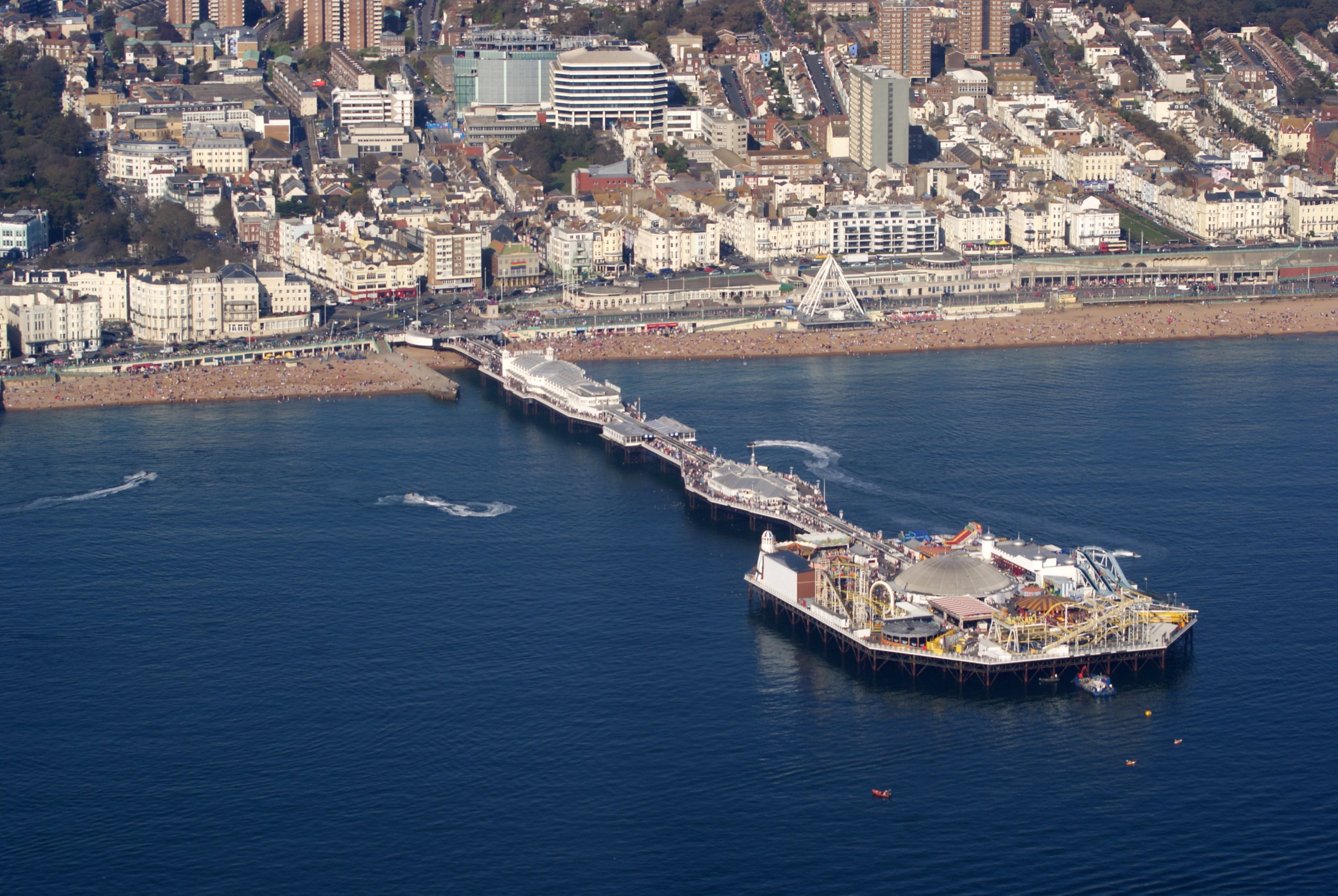
Il Palace Pier